# 見えないシルエット
『見えないシルエット』（みえないシルエット）は、松本洋子による日本の漫画作品。
『なかよし』（講談社）にて1987年から1988年まで連載された。単行本は同社の講談社コミックスなかよしより全1巻。1999年には講談社漫画文庫より文庫版が刊行された。

## あらすじ
千夜子の通う四条学園では、死んだ生徒の幽霊が出るという噂が立っていた。
そんなある日、千夜子の兄・高哉が喧嘩が原因で命を落とす。
だが、死んだはずの高哉は千夜子の眼前で息を吹き返した。
その日から、高哉は別人のようになり、千夜子を戸惑わせた。

## 書誌情報
- 松本洋子 『見えないシルエット』 講談社〈なかよしKC〉、1988年6月6日第1刷発行、ISBN 4-06-178607-5
- 松本洋子 『見えないシルエット』 講談社〈講談社漫画文庫〉、1999年1月12日第1刷発行、ISBN 4-06-260525-2
  - 「松本洋子ミステリー傑作選（6）」として刊行された。表題作のほか「見えない顔」を同時収録。